# Campeonato Europeu de Ciclismo em Pista de 2012
O III Campeonato Europeu de Ciclismo em Pista celebrou-se em Panevėžys (Lituânia) entre 19 e 21 de outubro de 2012 baixo a organização da União Europeia de Ciclismo (UEC) e a Federação Lituana de Ciclismo.
As competições realizaram-se no velódromo Cido Arena da cidade lituana. Foram disputadas 13 provas, 7 masculinas e 6 femininas.

## Medalhistas

### Masculino
| Evento                          | Ouro                                                                               | Prata                                                                                    | Bronze                                                                                                |
| ------------------------------- | ---------------------------------------------------------------------------------- | ---------------------------------------------------------------------------------------- | --- |
| Velocidade individual (20.10)   | Denis Dmitriyev · Rússia                                                           | Max Niederlag · Alemanha                                                                 | Christos Volikakis · Grécia                                                                           |
| Velocidade por equipas (19.10)  | Alemanha · Tobias Wächter · Joachim Eilers · Max Niederlag · 44,381                | Polónia · Kamil Kuczyński · Maciej Bielecki · Damian Zieliński · Krzysztof Maksel 44,892 | Reino Unido · Matthew Crampton · Callum Skinner · Lewis Oliva · 45,081                                |
| Perseguição por equipas (19.10) | Rússia · Artur Yershov · Alexei Markov · Alexandr Serov · Valeri Kaikov · 4:00,578 | Alemanha · Lucas Liß · Henning Bommel · Theo Reinhardt · Maximilian Beyer · ALC          | Itália · Elia Viviani · Paolo Simion · Liam Bertazzo · Ignazio Moser · Michele Scartezzini · 4:06,380 |
| Corrida por pontos (19.10)      | Elia Viviani · Itália · 44 pts.                                                    | Kiril Sveshnikov · Rússia · 26 pts.                                                      | Serhi Lahkuti · Ucrânia · 25 pts.                                                                     |
| Keirin (21.10)                  | Tobias Wächter · Alemanha                                                          | Joachim Eilers · Alemanha                                                                | Denis Dmitriyev · Rússia                                                                              |
| Madison (21.10)                 | Martin Bláha · Jiří Hochmann · Chéquia · 13 (0) pts.                               | Artur Yershov · Valeri Kaikov · Rússia · 1 (0) pts.                                      | Angelo Ciccone · Elia Viviani · Itália · 20 (-1) pts.                                                 |
| Omnium (21.10)                  | Lucas Liß · Alemanha · 17 pts.                                                     | Artur Yershov · Rússia · 20 pts.                                                         | Gediminas Bagdonas · Lituânia · 34 pts.                                                               |

### Feminino
| Evento                          | Ouro                                                                           | Prata                                                                                          | Bronze                                                                   |
| ------------------------------- | ------------------------------------------------------------------------------ | ---------------------------------------------------------------------------------------------- | ------------------------------------------------------------------------ |
| Velocidade individual (20.10)   | Olga Panarina · Bielorrússia                                                   | Anastasiya Voinova · Rússia                                                                    | Simona Krupeckaitė · Lituânia                                            |
| Velocidade por equipas (19.10)  | Lituânia · Simona Krupeckaitė · Gintarė Gaivenytė · 33,846                     | Rússia · Anastasiya Voinova · Daria Shmeliova · 33,882                                         | França · Sandie Clair · Olivia Montauban · 34,975                        |
| Perseguição por equipas (19.10) | Lituânia · Aušrinė Trebaitė · Vilija Sereikaitė · Vaida Pikauskaitė · 3:25,237 | Polónia · Katarzyna Pawłowska · Eugenia Bujak · Edyta Jasińska · Małgorzata Wojtyra · 3:27:086 | Bielorrússia · Tatsiana Sharakova · Alena Dylko · Axana Papko · 3:24,801 |
| Corrida por pontos (19.10)      | Stephanie Pohl · Alemanha · 33 pts.                                            | Yevgueniya Romaniuta · Rússia · 25 pts.                                                        | Elke Gebhardt · Alemanha · 20 pts.                                       |
| Keirin (21.10)                  | Simona Krupeckaitė · Lituânia                                                  | Yekaterina Gnidenko · Rússia                                                                   | Yelena Brezhniva · Rússia                                                |
| Omnium (21.10)                  | —                                                                              | Aušrinė Trebaitė · Lituânia · 22 pts.                                                          | Katarzyna Pawłowska · Polónia · 22 pts.                                  |

## Medalheiro
| 1 | Alemanha     | 4  | 3  | 1  | 8  |
| 2 | Lituânia     | 3  | 1  | 2  | 6  |
| 3 | Rússia       | 2  | 7  | 2  | 11 |
| 4 | Itália       | 1  | 0  | 2  | 3  |
| 5 | Bielorrússia | 1  | 0  | 1  | 2  |
| 6 | Chéquia      | 1  | 0  | 0  | 1  |
| 7 | Polónia      | 0  | 2  | 1  | 3  |
| 8 | França       | 0  | 0  | 1  | 1  |
| 8 | Grécia       | 0  | 0  | 1  | 1  |
| 8 | Reino Unido  | 0  | 0  | 1  | 1  |
| 8 | Ucrânia      | 0  | 0  | 1  | 1  |
|   | TOTAL        | 12 | 13 | 13 | 38 |